# Quebrada de Carrizalillo (Freirina)
La quebrada de Carrizalillo es el lecho de un río casi permanentemente seco que comienza en la junta de la quebrada Peregrina, proveniente del ENE y de la quebrada Cortadera proveniente del ESE. Su base de equilibrio es la caleta Carrizal, pocos kilómetros al sur de la Quebrada Chañaral de Aceitunas. Está ubicada en la Región de Atacama.

## Trayecto
Su origen se encuentra en las laderas sur del cerro Los Cristales y en otras estribaciones de la cordillera de la Costa. Su longitud es de 30 km y de un claro sentido poniente.: 242 
En su fase inferior atraviesa los llamados llanos de Chañaral y llanos de Carrizalillo, arenales del litoral, con un hondo corte para desaguar en playas con numerosa fauna de aves marinas.
En sus últimos 5 km de ubica el poblado de Carrizalillo, que usa el agua obtenida de vertientes naturales y excavadas en el lecho del río.

## Caudal y régimen
El escurrimiento superficial es efímero y s6lo ocurre con grandes lluvias en la costa.: 242 

## Historia
Luis Risopatrón no consigna una quebrada de tal nombre, pero sí una bahía Carrizal en esa posición geográfica (29°05'S) en su Diccionario Jeográfico de Chile apuntando que también es llamada Carrizalillo:
Carrizal (Bahía de) 29° 05' 71° 30'. Tiene una roca que vela en el centro de la boca i una punta roqueña rodeada de rocas en la costa N; presenta un-solo lugar de desembarque en el rincón SE, donde la costa roqueña se une a la playa, con grandes rompientes, que comienzan como a un kilómetro de la costa. Se abre hacia el N NE de la punta del mismo nombre. 1, XX, p. 149; i XXX, carta 170; 67, p. 45; i 156; i Carrizalillo en 130.